# Nadejda Fedoutenko
Nadejda Nikiforovna Fedoutenko (russe : Надежда Никифоровна Федутенко ; 30 septembre 1915 – 28 janvier 1978) était une officier et pilote de combat des Forces aériennes soviétiques. Elle a combattu pendant la Seconde Guerre mondiale en tant que commandante d'un escadron de bombardiers. Fedoutenko reçoit le titre d'Héroïne de l'Union soviétique pour son travail.

## Enfance et éducation
Fedutenko est née dans le village de Rakitnoïe (aujourd'hui l'Oblast de Belgorod). Ses deux parents travaillent dans une usine de sucre. Elle fait du ski, du patinage et de l'équitation. Fedoutenko  finit par entrer dans la même usine que ses parents, en tant qu'apprentie pendant ses études. Pendant cette période, elle participe à un groupe de modélisme aérien. Elle s'inscrit à l'École d'aviation civile de Tambov à l'âge de 18 ans.
Entre 1935 et 1941, Fedoutenko est pilote d'aviation civile. Au moment de l'invasion allemande, elle maîtrise plusieurs types d'aéronefs et a déjà volé plusieurs milliers d'heures.

## Seconde Guerre mondiale
Du 23 juin 1941 au 15 octobre 1941, elle vole sur un biplan Polikarpov R-5 avec le Groupe Spécial de Kiev de l'aviation Civile de la Flotte (GVF) – une unité auxiliaire établie par les autorités civiles soviétiques. Elle fait plusieurs missions : le ravitaillement, l'appui au combat des troupes soviétiques mais aussi, l'évacuation des blessés et le transport des membres de la Stavka de l'Armée rouge. Au cours de ces missions, elle doit parfois échapper aux attaques des combattants ennemis. En décembre 1942, Fedoutenko commence à voler sur un bombardier moyen, le Petlyakov Pe-2 après avoir été diplômé de l'école militaire d'aviation d'Engels. A partir de janvier 1943, elle vole avec le 587 BAP, l'une des trois unités de combat féminines établies par Marina Raskova,.
Le 26 mai 1943, lors des batailles aériennes de Kouban, Fedoutenko est blessé à la tête par un éclat d'obus d'un canon anti-aérien juste avant de larguer ses bombes sur les positions de l'artillerie allemande près du village de Kievskoïe près de Krasnodar. Malgré sa grave blessure, elle conserve le contrôle de son avion et est en mesure de rester dans la formation qui finit par détruire la cible. Fedoutenko procède ensuite à une manœuvre d'évasion pour éviter de perdre son appareil et son équipage,.
En mars 1945, Fedoutenko est l'auteure de 56 missions sur un Pe-2, 20 en tant que cheffe de 3 autres avions, 25 en tant que cheffe d'escadron conduisant 9 avions, et à 2 reprises, en tant que dirigeante d'une division de six escadrons. Lors de l'une de ses missions, elle n'est pas affectée au poste de pilote principal de la division, mais lorsque la cheffe de file est abattu à l'approche de la cible, elle prend les devants et dirige la mission avec succès.
Le commandement de Fedoutenko considère sa performance en tant que pilote et commandante, efficace dans la destruction des troupes ennemies. Le 14 mars 1945, son supérieur la recommande pour le titre d'Héroïne de l'Union soviétique pour « les services exceptionnels qu'elle a rendu pour la Patrie en montrant de la vaillance et l'héroïsme ». Le titre lui est officiellement décerné le 18 août,. En outre, elle reçoit aussi l'Ordre de Lénine, de l'Ordre du Drapeau rouge (deux fois), de l'Ordre de la Guerre patriotique de 1re classe, et de nombreuses autres médailles.

## Après-guerre
Fedoutenko devient réserviste en 1946. Impliqué dans le parti à Khabarovsk et Irkoutsk jusqu'en 1954, elle déménage ensuite à Kiev où elle meurt le 30 janvier 1978. Fedoutenko est enterrée dans le cimetière Baïkov.